# Schürk und Hölzer
Die fiktiven Kriminalhauptkommissare Adam Schürk, gespielt von Daniel Sträßer, und Leo Hölzer, gespielt von Vladimir Burlakov, sind die Hauptfiguren der in Saarbrücken spielenden Folgen der ARD-Fernsehreihe Tatort. Seit April 2020 werden die für den SR produzierten Krimis mit dem Ermittlerteam ausgestrahlt. Seit 2022 gehören auch die Kriminalhauptkommissarinnen Esther Baumann, gespielt von Brigitte Urhausen, und Pia Heinrich, gespielt von Ines Marie Westernströer, zu den Hauptfiguren des Ermittlerteams.

## Hintergrund
Das Ermittlerteam Schürk und Hölzer folgt auf Stellbrink und Marx, die ab 2013 in den Saarbrücker Tatort-Folgen erschienen. Seit der Folge Das Herz der Schlange gehören auch die beiden zunächst als Nebenfiguren eingeführten Hauptkommissarinnen Esther Baumann und Pia Heinrich offiziell zu dem Ermittlerteam.
Drehort für das Kommissariat, in dem das Ermittlerteam tätig ist, ist die IHK in Saarbrücken; der frühere Drehort von Stellbrink und Marx befindet sich in einem unbewohnten Gebäude, in welches wiederholt eingebrochen wurde.

## Figuren
Die beiden männlichen Hauptermittler kennen sich bereits aus ihrer Schulzeit und treffen in ihrem ersten Fall unerwartet als Kollegen aufeinander.

### Adam Schürk
Als Kind wurde Schürk von seinem kriminellen Vater geschlagen und militärisch gedrillt. Aus dieser Situation befreite ihn sein Schulfreund Leo Hölzer. Die beiden lernten sich kennen, als Adam Leo in der Schule aus einer gewalttätigen Auseinandersetzung befreite. Die Geschichte ihrer Jugendfreundschaft wird in Rückblenden in der Folge Das fleißige Lieschen erzählt.
Schürk hat vor seinem Dienstbeginn einige Jahre in Berlin und getrennt von seiner Familie gelebt.

### Leo Hölzer
Hölzer ist schon lange in dieser Dienststelle tätig, die sein letzter Kollege jedoch verlassen hat, weil Hölzer Hemmungen hat, seine Waffe einzusetzen und seinen Kollegen deshalb gefährdet hat.
Um seinen Freund Adam zu befreien, schlug er als Jugendlicher dessen Vater nieder. Die Tat konnten sie erfolgreich durch Brandstiftung vertuschen, was ihn jedoch noch belastet. Er hat sich während Adams Abwesenheit um den komatösen Vater gekümmert und fühlt sich auch nach dem Tod des Vaters für Adam verantwortlich.

### Esther Baumann
Baumann scheint zunächst kein gutes Verhältnis zu Hölzer zu haben. Auch mit dem neu zum Team stoßenden Schürk kommt es immer wieder zu Konflikten. Dabei missfallen Baumann insbesondere die unrechtmäßigen Ermittlungen ihrer Kollegen.
Sie ist Fan des fiktiven Saarbrücker Fußballvereins „1925 TRS“.

### Pia Heinrich
Heinrich scheint spätestens seit der Folge Das Herz der Schlange gut mit all ihren Kollegen zurechtzukommen. Sie neigt dazu, sich in ihre Arbeit reinzusteigern und schiebt dafür auch oft lange Nachtschichten.

### Weitere Figuren
- Rechtsmedizinerin Dr. Henny Wenzel (Anna Böttcher)
- Heide Schürk, Mutter von Adam (Gabriela Krestan)
- Roland Schürk, Vater von Adam (Torsten Michaelis), Tod in Folge 3

## Folgen
| Fall | Titel                 | Erstausstrahlung | Folge | Drehbuch          | Regie            | Bemerkungen                                                        |
| ---- | --------------------- | ---------------- | ----- | ----------------- | ---------------- | ------------------------------------------------------------------ |
| 01   | Das fleißige Lieschen | 13. Apr. 2020    | 1128  | Hendrik Hölzemann | Christian Theede | Uraufführung am 24. Januar 2020 beim Filmfestival Max Ophüls Preis |
| 02   | Der Herr des Waldes   | 5. Apr. 2021     | 1162  | Hendrik Hölzemann | Christian Theede |                                                                    |
| 03   | Das Herz der Schlange | 23. Jan. 2022    | 1187  | Hendrik Hölzemann | Luzie Loose      |                                                                    |
| 04   | Die Kälte der Erde    | 29. Jan. 2023    | 1224  | Melanie Waelde    | Kerstin Polte    | Uraufführung am 27. Januar 2023 beim Filmfestival Max Ophüls Preis |
| 05   | Der Fluch des Geldes  | 28. Jan. 2024    | 1259  | Hendrik Hölzemann | Christian Theede | Uraufführung am 26. Januar 2024 beim Filmfestival Max Ophüls Preis |
| 06   | Das Ende der Nacht    | 26. Jan. 2025    | 1291  | Melanie Waelde    | Tini Tüllmann    | Uraufführung im Januar 2025 beim Filmfestival Max Ophüls Preis     |